# Сюаньвей
Сюаньвей (кит. спр. 宣威市, піньїнь: Xuānwēi Shì) — місто-повіт в китайській провінції Юньнань, складова міста Цюйцзін.

## Географія
Сюаньвей лежить на висоті понад 1900 метрів над рівнем моря у горах Умен на півночі Юньнань-Гуйчжоуського плато.

### Клімат
Місто знаходиться у зоні, котра характеризується океанічним кліматом субтропічних нагір'їв. Найтепліший місяць — липень із середньою температурою 19,6 °C. Найхолодніший місяць — січень, із середньою температурою 6 °С.
| Клімат Сюаньвея         | Клімат Сюаньвея | Клімат Сюаньвея | Клімат Сюаньвея | Клімат Сюаньвея | Клімат Сюаньвея | Клімат Сюаньвея | Клімат Сюаньвея | Клімат Сюаньвея | Клімат Сюаньвея | Клімат Сюаньвея | Клімат Сюаньвея | Клімат Сюаньвея | Клімат Сюаньвея |
| Показник                | Січ.            | Лют.            | Бер.            | Квіт.           | Трав.           | Черв.           | Лип.            | Серп.           | Вер.            | Жовт.           | Лист.           | Груд.           | Рік             |
| Середній максимум, °C   | 13,3            | 15,7            | 20,1            | 23,4            | 24,2            | 24,1            | 24,7            | 24,6            | 22,4            | 19,1            | 16,4            | 13,6            | 20,1            |
| Середня температура, °C | 6               | 8,1             | 11,9            | 15,6            | 17,7            | 18,9            | 19,6            | 19,1            | 16,9            | 13,8            | 10              | 6,5             | 13,7            |
| Середній мінімум, °C    | 1               | 2,9             | 6               | 9,7             | 12,8            | 15,2            | 16,1            | 15,4            | 13,4            | 10,5            | 5,8             | 1,7             | 9,2             |
| Норма опадів, мм        | 15.2            | 14.7            | 20.4            | 35.8            | 104.5           | 205             | 185.9           | 144.2           | 125.9           | 84              | 27.4            | 10.8            | 973.8           |
| Вологість повітря, %    | 68              | 62              | 57              | 57              | 66              | 76              | 78              | 78              | 78              | 79              | 75              | 72              | 70.5            |
| ----------------------- | --------------- | --------------- | --------------- | --------------- | --------------- | --------------- | --------------- | --------------- | --------------- | --------------- | --------------- | --------------- | --------------- |
| Джерело: data.cma.cn    |                 |                 |                 |                 |                 |                 |                 |                 |                 |                 |                 |                 |                 |